# Classe Qing (sottomarino)
Il sottomarino  Tipo 032 (designato dal Dipartimento della Difesa statunitense come Classe Qing) è il più grande sottomarino a propulsione convenzionale al mondo, usato dalla Marina dell'esercito popolare di liberazione cinese.

## Storia
Il Tipo 032 ha un compartimento ventrale simile a quello della classe Golf che si protende verso il basso. Il progetto di questo sottomarino a doppio scafo è iniziato a gennaio 2005, e la costruzione al cantiere di Wuhan nel 2008. Il battello è stato varato il 10 settembre 2010, e le prove in mare sono state completate nel settembre 2012. Il sottomarino è entrato in servizio il 12 ottobre 2012 con pennant number 201. 

## Impiego operativo
Il battello è un banco di prova per nuove tecnologie come i siluri a combustione, compartimenti per forze speciali, veicoli subacquei senza equipaggio, i nuovi missili SLBM JL-2 e di crociera CJ-10, antinave YJ-12, nuovi missili antiaerei ed un nuovo compartimento di salvataggio che verrà utilizzato sui sottomarini Tipo 095 (sottomarino) e Tipo 096.